# Marine (Rimbaud)
Pour les articles homonymes, voir Marine.
Marine est un poème d'Arthur Rimbaud, écrit entre 1873 et 1875, publié dans le recueil intitulé Les Illuminations en 1886 puis en 1895. Il est considéré comme un des textes fondateurs du vers libre français moderne, sa lecture ayant eu une forte influence sur le poète Jules Laforgue (1860-1887).

## Texte
Les chars d’argent et de cuivre —

Les proues d’acier et d’argent —

Battent l’écume, —

Soulèvent les souches des ronces.

Les courants de la lande,

Et les ornières immenses du reflux,

Filent circulairement vers l’est,

Vers les piliers de la forêt, —

Vers les fûts de la jetée,

Dont l’angle est heurté par des tourbillons de lumière.